# Svika Pick
Pour les articles homonymes, voir Pick.
Svika Pick (en hébreu : צביקה פיק), né Henryk Pick le 3 octobre 1949 à Wrocław en Pologne et mort le 14 août 2022 à Ramat Ha-Sharon, est un chanteur pop israélien, auteur-compositeur, compositeur et personnalité de la télévision.

## Biographie
Henryk Pick naît à Wrocław en Pologne dans une famille juive. Ses parents sont Borys et Paulina Pick (1930-2010). Son grand-père était à la tête d'un conservatoire et son oncle était professeur de musique.
À l'âge de cinq ans, Pick étudie la musique classique. En 1957, sa famille fait son aliya en Israël. Il étudie la musique au conservatoire de Ramat Gan et commence à se produire dans des groupes de rock locaux dès l'âge de quinze ans.

### Famille
En 1970, Svika Pick épouse l'auteure-compositrice israélienne Mirit Shem-Or. Elle écrit les paroles de nombreux succès de Pick, dont Mary Lou, qui parlait d'elle-même. En 1995, ils divorcent, mais continuent de collaborer artistiquement. Ils ont un fils et deux filles. Les deux filles de Pick, Sharona (he) (née en 1980) et Daniella (née en 1983), interprètent des duos musicaux sous le nom de The Pick Sisters (he). Depuis 2004, il est en couple avec la créatrice de mode israélienne Shira Manor et ils ont ensemble deux fils.
L'une de ses filles, Daniella, est mariée au cinéaste américain Quentin Tarantino. Son autre fille, Sharona (he), est mariée à l'hôtelier israélien Daniel Federmann, fils du milliardaire Michael Federmann.

### Carrière musicale
Svika Pick était l'un des principaux chanteurs pop d'Israël dans les années 1970, au cours desquelles il a été élu chanteur israélien de l'année. Il a joué un rôle principal dans la version hébraïque de la comédie musicale Hair au début des années 1970.
En 1998, Svika Pick écrit la chanson Diva avec le parolier Yoav Ginai et interprétée par Dana International, qui a remporté le concours Eurovision de la chanson. Il écrit également des chansons pour plusieurs autres candidats à l'Eurovision. En 2002, il retrouve Ginai pour écrire Light a Candle pour Sarit Hadad, qui représentait Israël à l'Eurovision 2002. Cette année-là, le théâtre Habima met en scène une comédie musicale, Mary Lou, basée sur de vieux succès de Pick. En 2009, cette comédie musicale est intégrée à la série télévisée Tamid Oto Chalom (ou Mary Lou), dirigée par Eytan Fox.
En 2003, il compose la chanson Hasta la Vista avec Shem-Or, avec qui il était marié à l'époque, pour Oleksandr Ponomariov, candidat ukrainien à l'Eurovision 2003. Il écrit également une chanson pour la candidate biélorusse à l'Eurovision 2005 Angelica Agourbach, mais elle décide ensuite d'en choisir une autre, reconnaissant Pick pour ses efforts. Il participe sept fois à la présélection israélienne pour le concours Eurovision de la chanson. En 2010, il compose une chanson pour Harel Skaat pour Israël et pour Sopho Nijaradze pour la Géorgie.

## Inscriptions au Concours Eurovision de la chanson
- Diva de Dana International, Israël, (Concours Eurovision de la chanson 1998), 1re place
- Light a Candle de Sarit Hadad, Israël, (Concours Eurovision de la chanson 2002), 12e place
- Hasta la Vista d'Oleksandr Ponomariov, Ukraine, (Concours Eurovision de la chanson 2003), 14e place

## Inscriptions aux présélections nationales Eurovision
- Artik Kartiv de Svika Pick (Israël, 1993), 7e place
- Moonlight de Svika Pick (Israël, 2005), 3e place
- Lifney SheNifradim de Svika Pick (Israël, 2006), 4e place
- Sing My Song de Sopho Nijaradze (Géorgie, 2010)